# Jan Håkansson
Jan Erik Håkansson, född 3 oktober 1927 i Fagersta i Västanfors församling i Västmanlands län, död 12 januari 2002 i Oscars församling i Stockholm, var en svensk författare och kåsör från Fagersta.
Jan Håkansson var son till ingenjören Per Håkansson och Wanda, ogift Lundvall. Håkansson tog studentexamen i Örebro 1948 och studerade sedan vidare vid Uppsala universitet 1949–1955. Efter studierna jobbade han som journalist och lärare i Ludvika fram till 1974 då han blev författare på heltid. Han var också kåsör i Skolvärlden från 1975.
Håkansson som debuterade 1968 med Dödens Ängel har skrivit ett 30-tal böcker, bland annat humoreskerna Far seglar och andra muntra historier (1973, nya upplagor 1976, 1977, 1991 och 1993) som även översatts till estniska, och Far i eld och lågor (1975, nya upplagor 1978, 1980 och 1988). Håkansson är också författare till flera deckare, bl.a. Tigerkycklingen, hans genombrottsroman från 1974.
Första gången var han gift 1956–1980 med adjunkten Birgit Bergh (1930–1992), dotter till riksdagsmannen och folkskoleinspektören Ragnar Bergh och folkskolläraren Elsa, ogift Ström. Andra gången var han gift från 1980 till sin död med förlagsredaktören Hélène Andræ (född 1941), dotter till översättaren, fil. lic. Staffan Andræ och konstnären Kerstin Andræ, ogift Berg. Jan Håkansson är gravsatt i minneslunden på Galärvarvskyrkogården i Stockholm.

## Priser och utmärkelser
- 1982 – Frank Heller-priset[8]